# Чарівна книга Мурада
«Чарівна книга Мурада» — радянський телефільм 1976 року, знятий режисером Мухамедом Союнхановим на кіностудії «Туркменфільм».

## Сюжет
Телефільм про те, як герой туркменських казок Яртигулак допоміг маленькому хвальку Мураду стати чесним і сміливим.

## У ролях
- Чари Оразбердиєв — Яртигулак, чарівник, Хлопчик-з-пальчик (озвучила Марія Виноградова)
- Т. Гуммадов — Мурад
- Еджебай Орунова — Айгуль, подружка Мурада
- Р. Сєїдкулієва — Ширін, подружка Мурада
- А. Гарабаєв — Чари, друг Мурада
- Аман Бекмієв — Дурди, друг Мурада
- Ельдар Азімов — Аман, друг Мурада
- Сона Мурадова — Айбібі, бабуся Мурада
- Какаджан Аширов — Великий Мурад (озвучив Юрій Саранцев)
- Ходжадурди Нарлієв — Байрам, дядько Мурада
- Акмурад Бяшимов — тренер з кінного спорту
- Меред Атаханов — мулла у казці
- Курбан Кельджаєв — бай у казці
- Мухамед Союнханов — Великий Алти
- Айдогди Оразов — сержант міліції Какабаєв
- Огульдурди Мамедкулієва — дурна жінка у казці
- Мерген Ніязов — водій
- Айсалтан Бердиєва — сусідка у казці
- Шукур Кулієв — приятель Сарри-ага
- Тетяна Рустамова — листоноша
- О. Сеїдов — епізод
- М. Нарлієв — епізод
- Сапар Одаєв — бідняк у казці

## Знімальна група
- Режисер — Мухамед Союнханов
- Сценаристи — Софія Прокоф'єва, Генріх Сапгір
- Оператор — Христофор Тріандафілов
- Композитор — Мурат Атаєв
- Художник — Селім Амангельдиєв